# Свети Спиридон (Сяр)
„Свети Спиридон“ (на гръцки: Ιερός Ναός Ἁγίου Σπυρίδωνα) е православна църква в източномакедонския град Сяр (Серес), Егейска Македония, Гърция, енорийски храм на Сярската и Нигритска епархия на Вселенската патриаршия.

## История
Църквата е разположена на улица „Евстатиос Антупулос“, в източния квартал Сирис (Сигис-Неа Кифисия). Основният камък на храма е положен на 12 декември 2008 година. На 22 ноември 2009 година е направено първото освещаване от митрополит Теолог Серски и Нигритски. В храма се съхраняват мощи на Свети Спиридон.